# Смит, Расс (баскетболист)
Расс Энтон Смит (англ. Russ Anton Smith; род. 19 апреля 1991 года в Нью-Йорке, Нью-Йорк, США) — американский профессиональный баскетболист. На студенческом уровне играл за команду «Луисвилл Кардиналс», в составе которой в 2013 году стал чемпионом NCAA. Он был выбран на драфте НБА 2014 года во втором раунде под общим 47-м номером командой «Филадельфия Севенти Сиксерс». Играет на позиции разыгрывающего защитника.

## Профессиональная карьера

### Нью-Орлеан Пеликанс (2014—2015)
26 июня 2014 года Смит был выбран под 47-м номером на драфте НБА 2014 года командой "Филадельфия-76. На следующий день права на него были обменяны в «Нью-Орлеан Пеликанс» на права на Пьера Джексона. 15 июля он подписал контракт новичка с «Пеликанс». В течение своего первого сезона он имел двухсторонний контракт с клубом Д-Лиги «Форт-Уэйн Мэд Энтс».

### Мемфис Гриззлис (2015)
12 января 2015 года Смит был обменян в «Мемфис Гриззлис» в трёхстороннем обмене с участием «Нью-Орлеан Пеликанс» и «Бостон Селтикс». В основном в сезоне 2014—2015 он играл за клуб Д-Лиги «Айова Энерджи». Смит дебютировал в плей-офф НБА 3 мая 2015 года в проигранном со счётом 101—86 матче полуфинала Западной конференции против «Голден Стэйт Уорриорз».
17 декабря 2015 года Смит был отправлен в «Айову Энерджи», но был отозван обратно в этот же день. 22 декабря снова отправился в Д-Лигу, провёл один матч за «Энерджи» и через два дня снова был отозван обратно. 29 декабря он был отчислен из состава «Гриззлис».

### Делавэр Эйти Севенерс (2016)
13 января 2016 года Расс Смит подписал контракт с новым для себя клубом «Делавэр Эйти Севенерс» из Д-Лиги. Через два дня он дебютировал за клуб, выйдя со скамейки и проведя 28 минут в матче против «Рэпторс 905», при этом он набрал рекордные для того матча 37 очков, сделал 3 подбора, 6 результативных передач и 4 перехвата.

### Галатасарай (2016)
27 июля 2016 года Смит подписал однолетний контракт с клубом «Галатасарай», выступающим в чемпионате Турции по баскетболу и Евролиге. В декабре 2016 года Смит покинул расположение клуба.

### Делавэр Эйти Севенерс (2017)
20 января 2017 года Смит подписал контракт с «Делавэр Эйти Севенерс».

### Карьера в Китае (2017—2021)
3 июня 2017 года Смит подписал контракт с китайским клубом «Лоян Чжунхэ» на сезон Национальной Баскетбольной Лиги 2017 года.
В своем дебюте за «Лоян» Смит набрал 62 очка (включая 7 трехочковых бросков) и сделал 3 перехвата.
5 июля 2017 года Смит набрал максимальные за карьеру 81 очко, а также 8 подборов и 7 передач.
На следующий сезон Смит подписал контракт с клубом «Фуцзянь Сюньсин», за который играл до конца сезона 2018/2019.

### Форт-Уэйн Мэд Энтс (2021—2022)
30 декабря 2021 года Смит перешел в команду «Форт-Уэйн Мэд Энтс» из Джи-Лиги НБА.
7 января 2022 года, в своей первой игре в Джи-Лиге с 2017 года, Смит набрал 43 очка.
31 января он получил травму плеча, из-за которой выбыл до конца сезона. Смит набирал 16,4 очка, 1,7 подбора и 1,4 передачи в среднем за игру.

### Хапоэль (2022—настоящее время)
2 сентября 2022 года Смит подписал контракт с израильским клубом «Хапоэль Беэр-Шева».

## Статистика

### Статистика в НБА
| Сезон                                                                                    | Команда    | Регулярный сезон | Регулярный сезон | Регулярный сезон | Регулярный сезон | Регулярный сезон | Регулярный сезон | Регулярный сезон | Регулярный сезон | Регулярный сезон | Регулярный сезон | Регулярный сезон | Серия плей-офф | Серия плей-офф | Серия плей-офф | Серия плей-офф | Серия плей-офф | Серия плей-офф | Серия плей-офф | Серия плей-офф | Серия плей-офф | Серия плей-офф | Серия плей-офф |
| Сезон                                                                                    | Команда    | GP               | GS               | MPG              | FG%              | 3P%              | FT%              | RPG              | APG              | SPG              | BPG              | PPG              | GP             | GS             | MPG            | FG%            | 3P%            | FT%            | RPG            | APG            | SPG            | BPG            | PPG            |
| ---------------------------------------------------------------------------------------- | ---------- | ---------------- | ---------------- | ---------------- | ---------------- | ---------------- | ---------------- | ---------------- | ---------------- | ---------------- | ---------------- | ---------------- | -------------- | -------------- | -------------- | -------------- | -------------- | -------------- | -------------- | -------------- | -------------- | -------------- | -------------- |
| 2014/15                                                                                  | Нью-Орлеан | 6                | 0                | 4,9              | 20,0             | 16,7             | -                | 0,5              | 0,3              | 0,0              | 0,0              | 0,8              | Не участвовал  | Не участвовал  | Не участвовал  | Не участвовал  | Не участвовал  | Не участвовал  | Не участвовал  | Не участвовал  | Не участвовал  | Не участвовал  | Не участвовал  |
| 2014/15                                                                                  | Мемфис     | 6                | 0                | 6,0              | 40,0             | 20,0             | 92,3             | 0,5              | 1,0              | 0,5              | 0,0              | 4,2              | 2              | 0              | 1,7            | -              | -              | -              | 0,0            | 1,0            | 0,0            | 0,0            | 0,0            |
| 2015/16                                                                                  | Мемфис     | 15               | 0                | 4,4              | 31,8             | 20,0             | 61,5             | 0,6              | 0,7              | 0,3              | 0,1              | 1,5              | Не участвовал  | Не участвовал  | Не участвовал  | Не участвовал  | Не участвовал  | Не участвовал  | Не участвовал  | Не участвовал  | Не участвовал  | Не участвовал  | Не участвовал  |
|                                                                                          | Всего      | 27               | 0                | 4,9              | 31,9             | 18,8             | 76,9             | 0,6              | 0,7              | 0,3              | 0,0              | 2,0              | 2              | 0              | 1,7            | -              | -              | -              | 0,0            | 1,0            | 0,0            | 0,0            | 0,0            |
| Наведите курсор мыши на аббревиатуры в заголовке таблицы, чтобы прочесть их расшифровку. |            |                  |                  |                  |                  |                  |                  |                  |                  |                  |                  |                  |                |                |                |                |                |                |                |                |                |                |                |

### Статистика в Джи-Лиге
| Сезон                                                                                    | Команда               | Регулярный сезон | Регулярный сезон | Регулярный сезон | Регулярный сезон | Регулярный сезон | Регулярный сезон | Регулярный сезон | Регулярный сезон | Регулярный сезон | Регулярный сезон | Регулярный сезон | Серия плей-офф | Серия плей-офф | Серия плей-офф | Серия плей-офф | Серия плей-офф | Серия плей-офф | Серия плей-офф | Серия плей-офф | Серия плей-офф | Серия плей-офф | Серия плей-офф |
| Сезон                                                                                    | Команда               | GP               | GS               | MPG              | FG%              | 3P%              | FT%              | RPG              | APG              | SPG              | BPG              | PPG              | GP             | GS             | MPG            | FG%            | 3P%            | FT%            | RPG            | APG            | SPG            | BPG            | PPG            |
| ---------------------------------------------------------------------------------------- | --------------------- | ---------------- | ---------------- | ---------------- | ---------------- | ---------------- | ---------------- | ---------------- | ---------------- | ---------------- | ---------------- | ---------------- | -------------- | -------------- | -------------- | -------------- | -------------- | -------------- | -------------- | -------------- | -------------- | -------------- | -------------- |
| 2014/15                                                                                  | Форт-Уэйн Мэд Энтс    | 7                | 0                | 24,9             | 54,9             | 18,2             | 61,9             | 2,3              | 5,9              | 1,7              | 0,1              | 15,1             | Не участвовал  | Не участвовал  | Не участвовал  | Не участвовал  | Не участвовал  | Не участвовал  | Не участвовал  | Не участвовал  | Не участвовал  | Не участвовал  | Не участвовал  |
| 2014/15                                                                                  | Айова Энерджи         | 18               | 12               | 33,1             | 47,9             | 41,8             | 71,9             | 5,1              | 3,6              | 2,0              | 0,3              | 19,3             | Не участвовал  | Не участвовал  | Не участвовал  | Не участвовал  | Не участвовал  | Не участвовал  | Не участвовал  | Не участвовал  | Не участвовал  | Не участвовал  | Не участвовал  |
| 2015/16                                                                                  | Айова Энерджи         | 1                | 1                | 38,1             | 43,5             | 28,6             | 33,3             | 5,0              | 2,0              | 0,0              | 0,0              | 23,0             | Не участвовал  | Не участвовал  | Не участвовал  | Не участвовал  | Не участвовал  | Не участвовал  | Не участвовал  | Не участвовал  | Не участвовал  | Не участвовал  | Не участвовал  |
| 2015/16                                                                                  | Делавэр Эйти Севенерс | 21               | 13               | 36,9             | 46,1             | 30,5             | 78,6             | 5,0              | 8,0              | 2,2              | 0,1              | 28,1             | Не участвовал  | Не участвовал  | Не участвовал  | Не участвовал  | Не участвовал  | Не участвовал  | Не участвовал  | Не участвовал  | Не участвовал  | Не участвовал  | Не участвовал  |
| 2016/17                                                                                  | Делавэр Эйти Севенерс | 25               | 22               | 28,2             | 43,5             | 29,0             | 83,6             | 3,5              | 6,2              | 2,0              | 0,2              | 17,1             | Не участвовал  | Не участвовал  | Не участвовал  | Не участвовал  | Не участвовал  | Не участвовал  | Не участвовал  | Не участвовал  | Не участвовал  | Не участвовал  | Не участвовал  |
|                                                                                          | Всего                 | 72               | 48               | 31,8             | 46,2             | 31,8             | 76,4             | 4,2              | 6,0              | 2,0              | 0,2              | 20,7             | Не участвовал  | Не участвовал  | Не участвовал  | Не участвовал  | Не участвовал  | Не участвовал  | Не участвовал  | Не участвовал  | Не участвовал  | Не участвовал  | Не участвовал  |
| Наведите курсор мыши на аббревиатуры в заголовке таблицы, чтобы прочесть их расшифровку. |                       |                  |                  |                  |                  |                  |                  |                  |                  |                  |                  |                  |                |                |                |                |                |                |                |                |                |                |                |

### Статистика в колледже
| Сезон                                                                                   | Команда  | GP  | GS | MPG  | FG%  | 3P%  | FT%  | RPG | APG | SPG | BPG | PPG  |  |
| --------------------------------------------------------------------------------------- | -------- | --- | -- | ---- | ---- | ---- | ---- | --- | --- | --- | --- | ---- |  |
| 2010/11                                                                                 | Луисвилл | 17  | 0  | 5,6  | 34,1 | 41,2 | 60,0 | 0,4 | 0,8 | 0,8 | 0,1 | 2,2  |  |
| 2011/12                                                                                 | Луисвилл | 39  | 7  | 21,1 | 35,6 | 30,6 | 76,4 | 2,5 | 1,9 | 2,2 | 0,0 | 11,5 |  |
| 2012/13                                                                                 | Луисвилл | 40  | 37 | 30,2 | 41,4 | 32,8 | 80,4 | 3,3 | 2,9 | 2,1 | 0,1 | 18,7 |  |
| 2013/14                                                                                 | Луисвилл | 37  | 36 | 29,3 | 46,8 | 38,7 | 70,5 | 3,3 | 4,6 | 2,0 | 0,1 | 18,2 |  |
|                                                                                         | Всего    | 133 | 80 | 24,1 | 41,3 | 34,5 | 76,0 | 2,7 | 2,8 | 1,9 | 0,1 | 14,3 |  |
| Наведите курсор мыши на аббревиатуры в заголовке таблицы, чтобы прочесть их расшифровку |          |     |    |      |      |      |      |     |     |     |     |      |  |